# Valon (Aveyron)
Valon est une ancienne commune française, située dans le département de l'Aveyron en région Occitanie.

## Histoire
En 1829, elle fusionne avec les communes de Bars, Lacroix-Barrez et Murols.